# A laurencium izotópjai
A laurenciumnak (Lr) nincs stabil izotópja, így standard atomtömege nem adható meg. Legstabilabb izotópjának atomtömege körülbelül 262,11.

## Táblázat
| Az izotóp jele | Z(p)                | N(n)                | Az izotóp tömege (u) | felezési idő               | magspin | jellemző izotóp- összetétel (móltört) | természetes ingadozás (móltört) |
| Az izotóp jele | gerjesztési energia | gerjesztési energia | gerjesztési energia  | felezési idő               | magspin | jellemző izotóp- összetétel (móltört) | természetes ingadozás (móltört) |
| -------------- | ------------------- | ------------------- | -------------------- | -------------------------- | ------- | ------------------------------------- | ------------------------------- |
| 251Lr          | 103                 | 148                 | 251,09436(32)#       | 150# µs                    |         |                                       |                                 |
| 252Lr          | 103                 | 149                 | 252,09537(27)#       | 390(90) ms [0,36(+11−7) s] |         |                                       |                                 |
| 253Lr          | 103                 | 150                 | 253,09521(24)#       | 580(70) ms [0,57(+7−6) s]  | (7/2−)  |                                       |                                 |
| 253mLr         | 30(100)# keV        | 30(100)# keV        | 30(100)# keV         | 1,5(3) s [1,5(+3−2) s]     | (1/2−)  |                                       |                                 |
| 254Lr          | 103                 | 151                 | 254,09645(36)#       | 13(3) s                    |         |                                       |                                 |
| 255Lr          | 103                 | 152                 | 255,09668(22)#       | 22(4) s                    | 7/2−#   |                                       |                                 |
| 256Lr          | 103                 | 153                 | 256,09863(24)#       | 27(3) s                    |         |                                       |                                 |
| 257Lr          | 103                 | 154                 | 257,09956(22)#       | 646(25) ms                 | 9/2+#   |                                       |                                 |
| 258Lr          | 103                 | 155                 | 258,10181(11)#       | 4,1(3) s                   |         |                                       |                                 |
| 259Lr          | 103                 | 156                 | 259,10290(8)#        | 6,2(3) s                   | 9/2+#   |                                       |                                 |
| 260Lr          | 103                 | 157                 | 260,10550(12)#       | 2,7 perc                   |         |                                       |                                 |
| 261Lr          | 103                 | 158                 | 261,10688(22)#       | 44 perc                    |         |                                       |                                 |
| 262Lr          | 103                 | 159                 | 262,10963(22)#       | 216 perc                   |         |                                       |                                 |
| 263Lr          | 103                 | 160                 | 263,11129(39)#       | 5# óra                     |         |                                       |                                 |
| 264Lr          | 103                 | 161                 | 264,11404(47)#       | 10# óra                    |         |                                       |                                 |
| 265Lr          | 103                 | 162                 | 265,11584(77)#       | 10# óra                    |         |                                       |                                 |
| 266Lr          | 103                 | 163                 | 266,11931(70)#       | 1# óra                     |         |                                       |                                 |

## Fordítás
Ez a szócikk részben vagy egészben az Isotopes of lawrencium című angol Wikipédia-szócikk ezen változatának fordításán alapul.  Az eredeti cikk szerkesztőit annak laptörténete sorolja fel. Ez a jelzés csupán a megfogalmazás eredetét és a szerzői jogokat jelzi, nem szolgál a cikkben szereplő információk forrásmegjelöléseként.